# Битка на реци
Битка на реци такође позната као Битка код Ел Мадахара одиграла се у Месопотамији (Ирак) између војски Рашидунског калифата и Сасанидског царства, муслимане је у тој бици предводио Халид ибн ел Валид и поразио бројчано надмоћнију сасанидску војску.

## Увод
Исламски пророк Мухамед умро је 8. јуна 632. године, а Ебу Бекр га је наследио као први калифа. Ебу Бекров калифат трајао је 27 месеци током којих је угушио побуну арапских племена широм Арабије у успешној кампањи против отпадништва и вративши власти Медине над Арабијом. Након што су побуне угушене, Ебу Бекр је започео са освајачјким ратом. Покренуо је походе против царства Сасанида и Византијског царства (Источно римско царство) и тако променио ток историје чиме ће за само неколико кратких деценија довести до стварања једног од највећих царстава у историји.
Након ратова Рида, поглавар муслиманских племена извршио је поход на персијске пограничне градове у Ираку. Након успеха ових уапада Ебу Бекр је планирао да прошири своје царство. Започео је са Ираком, богатом персијском провинцијом. После векова персијске моћи и славе који су тамо били успостављени, за експедицију Ебу Бекра било је изузетно важно да ту не претрпи пораз, јер би то потврдило и ојачало страх од персијске војне снаге. Да би превладао забринутост одлучио је да ће се војска која ће упасти у Персију у потпуности састојати од добровољаца. Заповедништво над војском препустио је свом најбољем војсковођи Халиду ибн ел Валиду. Муслимани су у априлу 633. извршили инвазију на Персијско царство Сасанида и победили војску Сасанида у Бици ланаца, где је у двобоју марзбана (покрајински гувернер) Хормуза убио Халид ибн ел Валид.

## Позадина
Пре Битке ланаца, марзбан Хормуз писао је цару о претњи из Арабије и сконцентрисао војску за битку, која се састојала од великог броја хришћанских арапских помоћника, а пре битке, цар је послао велику војску коју је водио војсковођа са највишим звањем по имену Карин, његова улога је била да штити Убалу која је била важна лука Персијског царства у случају да муслимани победе марзбана Хормуза.

## Припреме за битку

### Персијске припреме
Након Битке ланаца, мале снага персијске војске коју су предводили заповедници Кубаз и Аношаган који су заповедали крилима придружиле су се Каринзовој војсци. Преживели из Битке ланаца обавестили су заповеднике о томе како су их персијски ветерани напустили и придружили се муслиманским снагама омогућавајући муслиманима да попуне своје редове искусним персијским ветеранима који су прешли на ислам и суочили се са неискусним регрутима, идеје која би многе могла да доведе до тога напусте поход и вратите се кући. Каринз се успаничио и одлучио да се бори изван Убале на месту званом Ел Мадар, знајући да персијски ветерани који су прешли у ислам неће знати то подручје. Каринз је одабрао ово место јер се налазила близу реке Еуфрат, што је олакшало долазак персијских војника са лакоћом.

### Муслиманске припреме
Халид је знао да су Персијци организовали своју војску у Ел Мадару, па је предводио војску и послао мали одред који је водио Мутана ибн Харита. Циљ му је био да стигне пре него што персијске снаге успеју да сакупе снагу и удари их док су још слабе и неспремне, попут већине битака, ова тактика би омогућила Халиду да искористи ситуацију и изврши много маневара пре него што су искусне сасанидске војске могле да реагују. Кад је Халид стигао, угледао је персијске бродове који још увек долазе на ивицу реке и одмах је схватио да је персијска војска још увек неспремна и да није спремна да заподене битку. Циљ арапске војске био је да удари пре него што искуснији ветерани стигну.

## Битка
Халид са око 17.000 људи суочио са Персијанцима. Две војске су се постројиле за борбу. Кубаз и Анушјан су командовали крилима персијске војске, док је Карин, који је био 100.000 дирхама генерал, задржао центар. Перзијска војска је била распоређена уз реку а близу ње је била флота чамаца спремних на оближњој обали како би се олакшало повлачење. Халид се такође распоредио са центром и крилима, поново постављајући Асима бин Амра и Адија бин Хатима за за заповеднике на крилима.
Битка је почела са три двобоја. Први који је иступио и изазвао на двобој је био Карин. Док је Халид гонио свог коња напред, други муслиман Макал бин Ел Аши, јахао је из муслимански редова и кренуо ка Карину. Макал је стигао до Карина пре Халида, а пошто је био изузетан мачевалац и могао да се борити као најбољи ратници, Халид га није поново позвао. Они су се борили и Макал је убио Карина. Након тога су се појавила друга два генерала, Кубаз и Анушјан и упутили изазов за једну борбу. Тај изазов су прихватили заповедници муслиманских крила, Асим и Ади. Асим је убио Анушјана, а Ади је убио Кабуза. Док су персијски генерали падали, Халид је издао наредбу за општи напад и муслимани су пожурили да нападну свим снагама персијску војску.
Персијска војска овде је сада изгубила све врхунске генерале, али људи су се храбро борили и били у стању да неко време издрже муслиманске нападе. Али због недостатка способних генерала, неред и збрка у перзијским редовима су убрзо постали видљиви. На крају, под ударима који су се настављали услед напада муслимана, персијска војска је изгубила сву повезаност, окренула се и кренула на обалу реке. У овој бици је убијено 30 000 Персијанаца.

## Последице
Након Битке на реци, Халид је победио персијске војске у још три битке (битка код Валаџе - битка код Улаиса - битка код Хире) и досегао свој циљ: Ал-Хиру. Прва муслиманска инвазија на Ирак завршена је у року од четири месеца. Ебу Бекр није упутио Халида да крене дубље у сасанидску територију, а након девет месеци послао га је да командује инвазијом на Византијско царство на сиријском фронту.